# CS Camelopardalis
CS Camelopardalis (kurz CS Cam; auch HR 1035 Cam) ist mit einer scheinbaren Helligkeit von etwa 4.3m der zweithellste Stern des Sternbilds Giraffe (lateinisch Camelopardalis); nur β Camelopardalis übertrifft ihn an Helligkeit. Trotzdem besitzt er keine Flamsteed-Bezeichnung, wie es für einigermaßen helle Sterne üblich ist, und er erscheint dem bloßen Auge recht lichtschwach.
Die relativ geringe scheinbare Helligkeit von CS Camelopardalis ist auf seine große Entfernung zurückzuführen. Nach neuen, im Dezember 2020 veröffentlichten Auswertungen der Messergebnisse der Raumsonde Gaia beträgt seine Entfernung zur Erde etwa 3100 Lichtjahre. Außerdem wird das Licht des Sterns auf dem Weg zur Erde, von wo aus gesehen er nur etwa drei Grad vom Band der Milchstraße entfernt erscheint, durch interstellaren Staub um circa 1,3 Größenklassen geschwächt. Tatsächlich ist er als hellster Stern der Cam OB1-Sternassoziation ein sehr leuchtkräftiger, weißblauer Überriese der Spektralklasse B9 und bestrahlt einen Reflexionsnebel. Er besitzt etwa 19 Sonnenmassen und 86 Sonnendurchmesser. Nur einen Grad südlich von ihm leuchtet am Nachthimmel der ihm ziemlich ähnliche Überriese CE Camelopardalis (HR 1040 Cam). Wahrscheinlich wird CS Camelopardalis dereinst als Supernova explodieren.
CS Camelopardalis ist ein veränderlicher Stern, dessen scheinbare Helligkeit mit einer Periode von 26,76 Tagen geringfügig von 4,29m bis 4,34m variiert. Seine Helligkeitsschwankungen ähneln jenen von Deneb (Alpha Cygn); daher wird er der Kategorie der Alpha-Cygni-Sterne zugeordnet. Ferner ist CS Camelopardalis ein Doppelstern, dessen 8,7m heller Begleiter etwa der Spektralklasse B5 angehört und im Jahr 2006 ungefähr 2,3 Bogensekunden vom Hauptstern entfernt stand. Da sich die Winkeldistanz zwischen den beiden Sternen in den letzten 180 Jahren kaum änderte, sind sie höchstwahrscheinlich gravitativ gebunden. Unter Berücksichtigung des Messfehlers passt die von der Raumsonde Gaia ermittelte Entfernung des Begleiters von etwa 3380 Lichtjahren gut zu diesem Befund.